# 톰 맥러플린
톰 매클로클린(Tom McLoughlin, 영어 발음: /məˈɡlɒklɪn/, 본명: 토머스 모리스 "톰" 매클로클린, Thomas Maurice "Tom" McLoughlin, 1950년 7월 19일 ~ )은 미국의 각본가, 영화 감독, 텔레비전 감독, 전 마임 공연자이다. 《다크 나이트》(1982), 《13일의 금요일 6》(1986) 등을 연출하였다.

## 작품 목록

### 영화 연출
- 다크 나이트 (1982)
- 13일의 금요일 6 (1986)
- 천사와 사랑을 (1987)
- 페어리 테일 (1997)
- 언세드 (2001)